# On
On (c английского — «на» или «вкл») — мини-альбом электронного музыканта и продюсера Ричарда Дэвида Джеймса, выпущенный под творческим псевдонимом Aphex Twin 15 ноября 1993 года лейблом Warp Records. Альбом ремиксов, несущий название On Remixes, вышел в тот же день
Пластинка заняла третье место танцевальный чарт синглов Великобритании 27 ноября и заняла 32 место в главном чарте синглов

## Трек лист
Все треки были написаны Ричардом Дэвидом Джеймсом
| №                   | Название            | Длительность |
| ------------------- | ------------------- | ------------ |
| 1.                  | «On»                | 7:03         |
| 2.                  | «73-Yips»           | 4:14         |
| 3.                  | «D-Scape»           | 6:54         |
| 4.                  | «Xepha»             | 5:42         |
| Общая длительность: | Общая длительность: | 23:54        |

### Трек листOn Remixes
| №                   | Название            | Длительность |
| ------------------- | ------------------- | ------------ |
| 1.                  | «On (D-Scape Mix)»  | 10:40        |
| 2.                  | «On (Reload Mix)»   | 7:06         |
| 3.                  | «On (μ-Ziq Mix)»    | 8:43         |
| 4.                  | «On (28 Mix)»       | 6:47         |
| Общая длительность: | Общая длительность: | 33:16        |

## Запись
В Soundcloud dump 2015 года Джеймс утверждает, что он создал некоторые звуки в Xepha, модифицировав DAT- плеер для воспроизведения лент, которые он намеренно повредил. Он утверждает, что создавал искаженные звуки, растягивая ленты, распыляя на них лак для волос, а также изменяя скорость воспроизведения мотора

## Музыкальное видео
Музыкальное видео для заглавного трека было заснято Джарвисом Кокером и Мартином Уоллесом и включает в себя покадровую съемку на пляже, а также изображения прилива. Капли воды синхронизированы с фортепиано. Фильм был снят на месте на острове Хилбре , Уэст-Кирби , Уиррал , Великобритания. Джеймс не принимал участия в создании видео, за исключением того, что настаивал на том, что в нем не было никакой компьютерной графики . Однако он был удовлетворен конечным результатом, заявив, что он «делает свою работу»